# Frederick Philip Grove

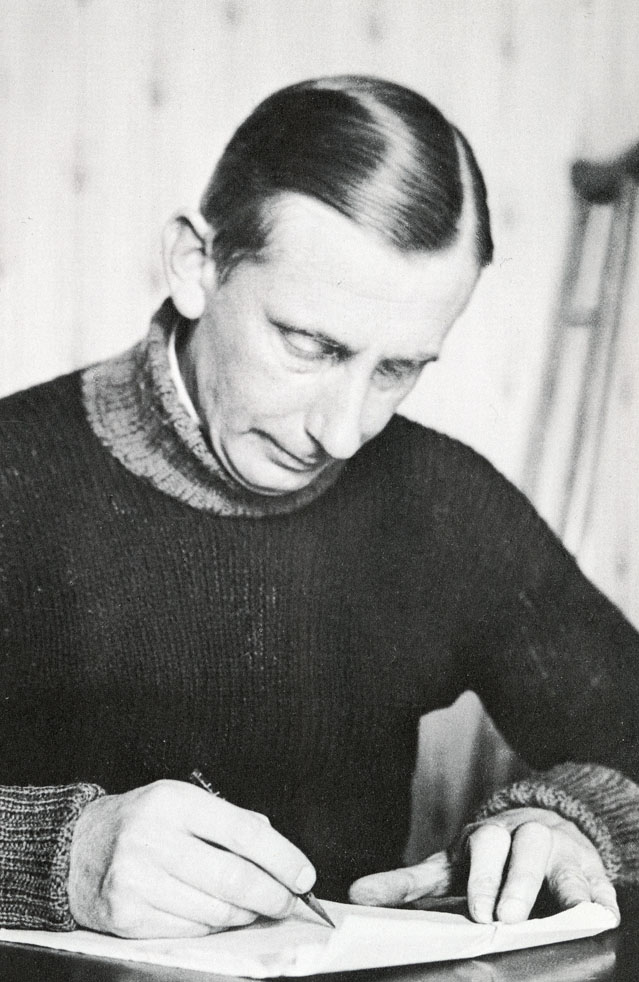
Frederick Philip Grove på 1920-talet.

Frederick Philip Grove, född 2 februari 1879, död 9 september 1948, var en kanadensisk författare.
Frederick Philip Grove föddes i Ryssland under ett besök, som hans föräldrar, en svensk av engelsk härkomst och hans skotska hustru, gjorde där. Han kom månadsgammal till Sverige, där han växte upp på en stor gård i Skåne mellan Malmö och Lund. Familjen var kosmopolitiskt inställd och färdades vida. Grove kom att besöka de flesta länder i Europa och studerade i Paris, Rom, Bonn och München. Han blev tidigt intresserad av historia och litteratur och tog intryck av olika strömningar i slutet av 1800-talet, fransk symbolism och tysk filosofi, särskilt Friedrich Nietzsche. Under sin tid i Paris kom han i kontakt med Stéphane Mallarmé och Paul Verlaine och skrev själv lyrik på franska. Under en resa i Amerika 1892 fick han veta att hans far dött ruinerad. Grove sökte sig nu på skilda yrken, från uppassare till lärare vid universitetet i Winnipeg, Kanada. Med tiden slog han igenom som författare i Kanada. Med kraftfull realism skildrade han livet på prärierna i Kanada. Han utgav essäsamlingarna Over prairie trails (1922), The turn of the year (1923) och It needs to be said (1929) samt romanerna Settlers of the marsh (1925), A search for America (1927), Our daily bread (1928), The yoke of life (1930), Fruits of the earth (1933), Two generations (1939) och The master of the mill (1944). In search of myself (1946) är en självbiografi.